# Robert Reid (copilote)
Pour les articles homonymes, voir Reid et Robert Reid.
Robert Reid, né le 17 février 1966 à Perth (Écosse), est connu comme copilote du champion du monde des rallyes Richard Burns.

## Palmarès

### Titre
| Saison | Titre                                           | Voiture                 |
| ------ | ----------------------------------------------- | ----------------------- |
| 1993   | Champion d'Angleterre des rallyes               | Subaru Legacy RS        |
| 1999   | Vice-champion du monde des copilotes de rallyes | Subaru Impreza WRC      |
| 2000   | Vice-champion du monde des copilotes de rallyes | Subaru Impreza WRC      |
| 2001   | Champion du monde des copilotes de rallyes      | Subaru Impreza WRC 2001 |

### Victoires en WRC
| #  | Saison | Rallye                         | Pays             | Voiture                 |
| -- | ------ | ------------------------------ | ---------------- | ----------------------- |
| 1  | 1998   | 47e Rallye Safari              | Kenya            | Mitsubishi Carisma GT   |
| 2  | 1998   | 54e Rallye de Grande-Bretagne  | Royaume-Uni      | Mitsubishi Carisma GT   |
| 3  | 1999   | 46e Rallye de l'Acropole       | Grèce            | Subaru Impreza WRC 99   |
| 4  | 1999   | 12e Rallye d'Australie         | Australie        | Subaru Impreza WRC 99   |
| 5  | 1999   | 55e Rallye de Grande-Bretagne  | Royaume-Uni      | Subaru Impreza WRC 99   |
| 6  | 2000   | 48e Rallye Safari              | Kenya            | Subaru Impreza WRC 99   |
| 7  | 2000   | 34e Rallye du Portugal         | Portugal         | Subaru Impreza WRC 2000 |
| 8  | 2000   | 20e Rallye d'Argentine         | Argentine        | Subaru Impreza WRC 2000 |
| 9  | 2000   | 56e Rallye de Grande-Bretagne  | Royaume-Uni      | Subaru Impreza WRC 2000 |
| 10 | 2001   | 31e Rallye de Nouvelle-Zélande | Nouvelle-Zélande | Subaru Impreza WRC 2001 |